# 파라티 멜톤
파라티 멜톤(Parvati Melton, 1983년 1월 7일 ~ )은 미국의 배우, 영화배우이다.
캘리포니아주에서 태어났다.

## 영화
- 스리맨나레이아나 (2012년)